# Salvador Jàfer i Sanxis
Salvador Jàfer i Sanxis (El Ràfol de Salem, la Vall d'Albaida, 31 de gener de 1954) és un poeta valencià en llengua catalana. Membre de la generació de joves poetes valencians sorgida en els anys 1970, congriada al voltant de l'antologia de poesia valenciana contemporània Carn fresca (1974) d'Amadeu Fabregat. La generació del 70, al País Valencià, es donà a conèixer arran dels Premis Octubre de 1973: Salvador Jàfer fou finalista del premi de poesia Vicent Andrés Estellés amb L'esmorteïda estela de la platja. Professor de català des de 1976, en l'actualitat exerceix la docència a l'Escola Oficial d'Idiomes de València.

## Biografia
Fill del Ràfol de Salem, al vessant nord de la serra del Benicadell, i de la família de llauradors formada per Salvador Chàfer Senabre i Edelmira Sanchis Alborch, que tingueren a Salvador, el menut, i dues filles més, Teresa i Edelmira, nascudes en 1940. Els Jàfer de la Vall d'Albaida son un dels pocs llinatges moriscs que aconseguiren evitar l'Expulsió de 1609. La infantesa del poeta transcorregué al seu petit poble. Estudià el batxillerat a l'institut d'Albaida i, en 1970, es matriculà a la Universitat de València en la carrera de Filologia, en l'especialitat de francès i italià.
Llicenciat en filologia i amb el títol de mestre de català, des de 1976 fins a 1982, Salvador Jàfer fou docent de llengua i literatura catalana d'ensenyament mitjà a instituts de València i Cullera. Posteriorment, entre 1989 i 1992, treballà com a assessor lingüístic a la Radiotelevisió Valenciana. A partir d'aquest darrer any s'interessa per aprendre àrab, rus i anglès. També ha mostrat interès per la història de l'antiga al-Àndalus i per la religió islàmica, l'espiritualitat sufí, la simbologia, la mitologia i l'arquetipologia, com trobem al seu web La terra d'enlloc. Fruit d'això i d'estades perllongades al Marroc en la maduresa és la seva conversió a l'islam. Altrament, ha traduït al català composicions de Pier Paolo Pasolini, Henri Michaux, Dino Campana, Fernando Pessoa, Renat Nelli, André Breton, Federico García Lorca, Rafael Alberti, Wallace Stevens, Guido Cavalcanti i Malek Chebel.
Salvador Jàfer s'autodefineix a La terra d'enlloc com a indolent i contemplatiu, persona que ha fet una mica de joglar i una mica d'aede i «que li hauria agradat seguir alguna via perduda que no ha trobat encara». Participà en la formació del col·lectiu poètic Selva Negra (1986), amb Fanel Falcó, Francesc Garcia Donet i Joan Francesc Bolufer, i en la performance de Poeimusia (1986), amb Pep Llopis i Montse Anfruns.

## Activitat literària
L'arribada a València i la vida universitària esperonaren la sensibilitat d'un Jàfer atret pel cultiu poètic de la llengua pròpia, tant de temps marginada. El seu primer recull de poemes, L'esmorteïda estela de la platja (publicat en 1974) fou finalista de la primera edició del premi Vicent Andrés Estellés dels Premis Octubre de 1973, que guanyà Joan Navarro amb Grills esmolen gavinets a trenc de por. Abans, però, Jàfer publicà cinc peces del recull El sol de migjorn i vuit del poemari El foc m'esguarda (escrits entre 1970 i 1973) a l'antologia d'Amadeu Fabregat Carn fresca. Poesia valenciana jove (1974), llibre que significà l'esclat d'una nova forma de concebre la poesia al migjorn dels Països Catalans, la qual l'antologista qualificà de jove i decidida. Els poemes continguts a El foc m'esguarda són —en paraules de l'autor— una mena d'exercicis de joventut i, d'antuvi, gairebé oblidats, tot i que una primera versió del poemari restà finalista, en 1973, del premi Ausiàs March de poesia que convocà l'Ajuntament de Gandia.
Si en els primers poemaris el poeta propugna el rebuig de tot principi, el cultiu de la formalitat és ben present en el seu llibre Lívius Diamant (1975), amb un sentit del ritme i de l'expressió poètica per sobre de la claredat del sentit, fins i tot amb la inclusió de frases llatines en el discurs, com per exemple fa en la prosa poètica d'«El príncep dels lliris»:
«Si mai aquest vent gèlid (flos campi et lilium conuallium) et dibuixava a lloure un perfil fet de blaus (et fructus eius dulcis gutturi meo) que et retornàs la càlida marea de l'escuma, el nimbe d'un perfum salabrós calcinat (surge, propera, amica mea, columba mea, formosa mea et ueni), com un regust de terra enamorada morta, olis i vins antics reposats a les gerres (iam imber abiit), el retorn de la dansa, sacerdotessa vella, on la serp amb el brau fan un ritu d'amor (uox enim tua dulcis et facies tua decora), sabràs que encara viuen les flors atzurcremades del meu palau de Knossos.»
'Aquesta poesia de trets erudits s'allunya de l'existencialisme dels primers poemaris, per convertir-se, en opinió de Jaume Melendres («Mirant endavant amb pànic», Tele/eXprés, 21 de gener de 1976), «en una matemàtica closa sobre si mateixa».
Poeta reconegut al sud del riu de la Sénia, en 1982 guanyà l'Englantina d'Or dels Jocs Florals de Barcelona amb Oda estranya a València, poema amb al·lusions autobiogràfiques, reivindicatiu del passat àrab valencià i que, a la capçalera, dedica al literat valencianoandalusí Ibn al-Abbār:
«Sóc fill de primavera. Els bessons m'engendraren.
Vaig nàixer quan la neu daurava les muntanyes
del meu Benicadell amb l'estel blau d'Aquàrius.
La Verge s'arborava en el llevant del cor.
Fou l'hivern poderós de l'any cinquanta-quatre.
La meua vall morisca, ibèrica i profunda
és un castell de llances. Em dic Salvador Jàfer,
sóc soldat de la lluna verdosa de l'estiu,
sóc l'estirp abolida d'Abû Ja‘far al Waqqaxî.
Parle el bell català que els meus senyors del nord,
fa segles, m'ensenyaren, i he oblidat l'alifat.»
El record del passat andalusí, entremesclat per l'admiració per la literatura àrab esdevindrà una constant en l'obra d'un poeta que vindica el seu cognom de ressonàncies aràbigues, potser derivat —ell ho creu— de l'àrab Ja‘far. Així, a Navegant obscur (1987) no s'estarà de reproduir una kharja (poesia estròfica àrab) d'al-A'ma at-Tutīlī «el Cec de Tudela» (s. XI), transliterada en caràcters llatins, i una altra en aljamia de Yosef al-Katib. Prèviament a la publicació de Navegant obscur, Jàfer, en 1985, obtingué el premi de la Crítica de Poesia «Ciutat de València» per Els caçadors salvatges, publicat l'any anterior. Un recull de poemes i prosa poètica en què Jàfer, amb versos d'acusat simbolisme, s'endinsa en complicats viaranys metafísics:
«No hi ha enemics que ens sotgen
perquè l'espant és fals i la màscara lluu.
Des de la nit al dia, des del dia a la nit,
l'escorpí burxa l'aire com una altiva espasa.
Dins els ulls de l'espai, guitarres en silenci.»
En 1988, l'editorial valenciana Tres i Quatre, amb el títol Produccions Ansietat (1970-1988) publicà l'obra completa de Salvador Jàfer fins a aquest moment. En aquest llibre s'hi inclouen poemes independents, com l'Oda estranya a València, i els poemes i les proses que formen Orquídea. Des d'aleshores la veu poètica de Jàfer s'han sentit de manera esporàdica, si escau a manera de col·laboracions literàries, com en Foc secret. Homenatge a Joan Valls Jordà (1992), llibre en el qual participà amb «De diamant salvatge a robí». Amb El desert (2002), aconseguí el Premi de la Crítica dels Escriptors Valencians de 2003. D'altra banda, Lloa! (1993) ha estat la seva única incursió teatral. En els darrers anys s'ha dedicat a experimentar amb la fotografia i el poema visual des del seu web La terra d'enlloc, on ha publicat tota la seva obra escrita.

## Obra poètica
- El sol de migjorn. Publicat parcialment a l'antologia Carn fresca (València, L'Estel, 1974) i sencer a Produccions Ansietat (1970-1988) (València, 3i4, 1988).
- El foc m'esguarda. Publicat parcialment a l'antologia Carn fresca (València, L'Estel, 1974) i sencer a Produccions Ansietat (1970-1988) (València, 3i4, 1988).
- L'esmorteïda estela de la platja (València, 3i4, 1974).
- Lívius Diamant (Barcelona, Llibres del Mall, 1975).
- Els caçadors salvatges (València, 3i4, 1984).
- Navegant obscur (València, Gregal, 1987).
- Produccions Ansietat (1970-1988) (València, 3i4, 1988).
- El desert (Carcaixent, Edicions 96, 2002).
- Orquídia (1974-2018). Antologia personal (La Pobla de Farnals, Edicions del Buc, 2020).

## Teatre
- Lloa!. Textos i veu per a una producció d'Oníria Teatre (1993).

## Premis
- Finalista del Premi Ausiàs March (Gandia, 1973).
- Finalista del Premi Vicent Andrés Estellés (Premis Octubre, València, 1973).
- Englantina d'Or dels Jocs Florals (Barcelona, 1982).
- Premi de la Crítica de Poesia «Ciutat de València» (València, 1985).
- Premi de la Crítica dels Escriptors Valencians (València, 2003).